# Арво Аскола

Арво Аскола (фин. Arvo Askola; Валкеала, 2. децембар 1909 — Кусанкоски, 23. новембар 1975) био је фински атлетичар, специјалиста у трчању на дуге стазе, нарочито трку на 10.000 метара. Део је генерације „летећег Финца“ Паве Нурмија.
Први велики успех постигао је на првом Европском првенству на отвореном 1934. у Торину, када је у трци на 10.000 метара освојио сребрну медаљу, иза свог земљака Илмара Салминена за 0,6 секунди.
На Олимпијским играма 1936. у Берлину опет је био исти поредак. Победио је Салминен, овог пута за само 0,2 секунде. Аскола је освојио сребрну медаљу.
Исте године победио је на првенству Финске у кросу на 8 км. Последњи пут се такмичио 1938.

## Лични рекорди
5.000 м – 14:30,0 (Виборг, 7.августа 1937)
10.000 м – 30:15,6 (Берлин, 2. августа 1936)